# Neue Mozart-Ausgabe

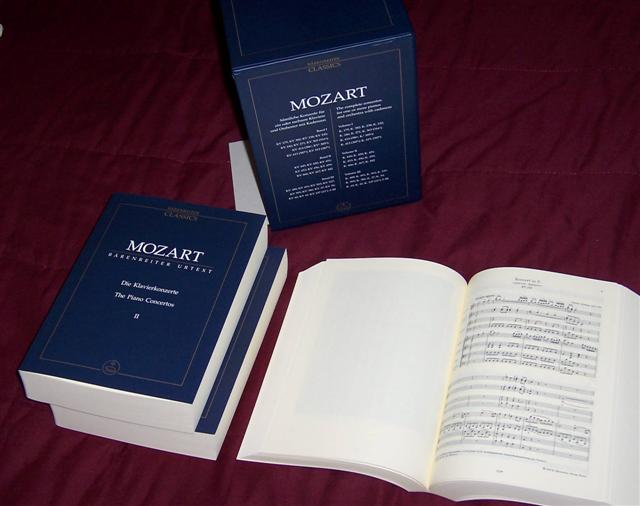
"Nuty do nauki" wydawnictwa Bärenreiter, reedycja (2006) Neue Mozart-Ausgabe zawierająca wszystkie koncerty fortepianowe Mozarta. Dziewięć pełnowymiarowych tomów oryginalnej edycji w twardej oprawie, zostało zredukowane do trzech grubych tomów w cienkiej okładce.

Neue Mozart-Ausgabe (skracane jako "NMA") to drugie kompletne wydanie wszystkich dzieł muzycznych Wolfganga Amadeusa Mozarta. Dłuższy i bardziej formalny tytuł wydania to Wolfgang Amadeus Mozart. Neue Ausgabe sämtlicher Werke.

## Publikacja
Główny korpus edycji został wydany między 1955 i 1991 rokiem przez Bärenreiter-Verlag. Składa się z faktycznych dzieł Mozarta wraz z "Suplementem", zawierającym aranżacje dzieł innych kompozytorów oraz utwory, których autentyczność nie została w pełni potwierdzona. Były również publikowane tak zwane Raporty Krytyczne - techniczne komentarze w języku niemieckim (do roku 2008 były prawie kompletne).

## Zalety
Neue Mozart-Ausgabe to postęp w porównaniu do poprzedniego wydania wszystkich dzieł Mozarta, opublikowanego przez Breitkopf & Härtel między 1877 i 1883 r. (z dodatkami do 1910 r.), które czasami jest dziś określane jako Alte Mozart-Ausgabe (tłum. "Stare Wydanie Mozarta"). Jeden z dyrektorów wydania, Wolfgang Rehm napisał, że "NMA stara się być wydaniem krytycznym historycznie i jako takie stosować najbardziej bieżące procedury filologiczno-muzykologiczne jak również wiedzę praktyczną (szczególnie jeśli chodzi o wykonawstwo) dotyczącą pracy twórczej Mozarta".
Wysoko cenione i często używane przez wykonawców muzyki Mozarta oraz muzykologów, Neue Mozart-Ausgabe jest niezastąpionym źródłem informacji dla wszystkich, którzy są poważnie zainteresowani twórczością tego kompozytora. H.C. Robbins Landon nazwał je "absolutną koniecznością jeżeli mamy wykonywać Mozarta poprawnie" i w jednym przypadku nalegał nawet na to, żeby orkiestra Wiener Philharmoniker korzystała z NMA przy serii nagrań symfonii Mozarta, a nie z mniej dokładnego wydania Breitkopf & Härtel wspomnianego powyżej.

## Problemy
NMA nie jest całkowicie wolne od problemów, jednak dla większości obserwatorów nie umniejsza to osiągnięcia naukowego, które to wydanie zdecydowanie reprezentuje.

### Niedostępność materiałów źródłowych
Stanley Sadie zauważa, że praca nad NMA była "utrudniona przez przerwę podczas II wojny światowej i niedostępność do 1980 roku największej kolekcji rękopisów Mozarta, znajdującej się w Bibliotece Państwowej w Berlinie". Dlatego redakcja NMA musiała radzić sobie z takim stanem rzeczy na ile to tylko było możliwe. Podczas przygotowywań do wydania Wesela Figara dla NMA, które ukazało się w 1973 roku, Ludwig Finscher miał jedynie dostęp do dwóch rękopisów nutowych. Przygotowując wydanie XXVII Koncertu fortepianowego (KV 595), Wolfgang Rehm musiał korzystać z fotograficznej reprodukcji rękopisu, wykonanej podczas wojny i udostępnionej przez pianistę Rudolfa Serkina, ponieważ sam rękopis był niedostępny w 1960 roku, w którym publikowano tom NMA zawierający ten koncert.
Podobnie Landon komentuje, że "ostatnio odkryte źródła zdezaktualizowały nawet wydanie NMA Symfonii Linzkiej". To być może nieuniknione, że nowe odkrycia z czasem spowodują konieczność przemyślenia na nowo pewnych aspektów NMA, ponieważ badania dotyczące twórczości Mozarta to w dalszym ciągu aktywny proces.

### Krytyka ornamentyki
Szczegółową krytykę ornamentacji sugerowanej przez NMA można znaleźć w książce Fredericka Neumanna Ornamentation and Improvisation in Mozart. Neumann uważa część ozdobników, szczególnie w kadencjach za przydatne, jednocześnie traktując inne jako błędne. W rezultacie zastrzeżenia Neumanna nie wydają się zbyt wielkie. W swojej "Przedmowie" pisze on, że choć starał się, gdzie to tylko możliwe przeglądać oryginalne źródła z muzyką Mozarta, jednak tam gdzie było to niemożliwe, NMA "oferowało niezbędne uzupełnienie". Stwierdzenie to świadczy jak wysoko cenił tą publikację.

## Dostępność
Neue Mozart-Ausgabe było do tej pory dostępne głównie w dużych tomach w twardej oprawie, spotykanych w bibliotekach muzycznych. Od niedawna jego wydawca, Bärenreiter, publikuje fragmenty NMA w wygodniejszym formacie.
Począwszy od 12 grudnia 2006, skany większości Neue Mozart-Ausgabe są również dostępne w sieci jako DME (Digital Mozart Edition) w formacie JPEG i PDF. Jest to usługa świadczona przez Internationale Stiftung Mozarteum (Międzynarodowa Fundacja Mozarteum) we współpracy z Packard Humanities Institute.